# Skład chemiczny

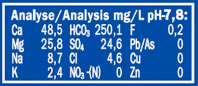
Skład chemiczny wody Naya

Skład chemiczny substancji (w znaczeniu fizycznym) jest to wyszczególnienie pierwiastków i związków chemicznych, z jakich składa się ta substancja. Uwzględnia on również procentową zawartość poszczególnych substancji chemicznych w danej substancji - wagową, objętościową lub molową.
Skład chemiczny nie określa jednoznacznie właściwości fizycznych substancji, ponieważ zależą one również od struktury mikroskopowej, np. struktury krystalicznej. Dlatego substancje o takim samym składzie chemicznym mogą mieć tak różne właściwości fizyczne jak grafit i diament.
Wyznaczanie składu chemicznego jest przedmiotem analizy chemicznej.